# Saint-Amarin
Saint-Amarin – miejscowość i gmina we Francji, w regionie Grand Est, w departamencie Górny Ren.
Według danych na rok 1990 gminę zamieszkiwało 2400 osób, a gęstość zaludnienia wynosiła 207 osób/km² (wśród 903 gmin Alzacji Saint-Amarin plasuje się na 102. miejscu pod względem liczby ludności, natomiast pod względem powierzchni na miejscu 204.).